# Delray Beach Open 2019
Il Delray Beach Open 2019, anche conosciuto come Delray Beach Open by VITACOST.com per motivi di sponsorizzazione, è stato un torneo di tennis giocato sul cemento. È stata la 27ª edizione del Delray Beach Open, che fa parte della categoria ATP Tour 250 nell'ambito dell'ATP Tour 2019. Si è giocato al Delray Beach Tennis Center di Delray Beach, negli Stati Uniti, dal 18 al 24 febbraio 2019.

## Partecipanti

### Teste di serie
| Nazionalità | Giocatore             | Ranking* | Testa di serie |
| ----------- | --------------------- | -------- | -------------- |
| Argentina   | Juan Martín del Potro | 4        | 1              |
| Stati Uniti | John Isner            | 9        | 2              |
| Stati Uniti | Frances Tiafoe        | 29       | 3              |
| Stati Uniti | Steve Johnson         | 34       | 4              |
| Australia   | John Millman          | 37       | 5              |
| Italia      | Andreas Seppi         | 40       | 6              |
| Stati Uniti | Taylor Fritz          | 42       | 7              |
| Francia     | Adrian Mannarino      | 48       | 8              |

* Ranking all'11 febbraio 2019.

### Altri partecipanti
I seguenti giocatori hanno ricevuto una wild card per il tabellone principale:
- Juan Martín del Potro
- Lloyd Harris
- John Isner

Il seguente giocatore è entrato in tabellone come special exempt:
- Brayden Schnur

I seguenti giocatori sono entrati in tabellone passando dalle qualificazioni:

- Daniel Evans
- Darian King
- Tim Smyczek
- Yosuke Watanuki

Il seguente giocatore è entrato in tabellone come alternate:
- Jason Jung

### Ritiri
Prima del torneo
- Kevin Anderson → sostituito da  Marcel Granollers
- Bradley Klahn → sostituito da  Jason Jung
- Michael Mmoh → sostituito da  Lukáš Lacko
- Milos Raonic → sostituito da  Jared Donaldson
- Jack Sock → sostituito da  Paolo Lorenzi

## Campioni

### Singolare
Radu Albot ha sconfitto in finale  Daniel Evans con il punteggio di 3-6, 6-3, 7–6(7).
- È il primo titolo in carriera per Albot.

### Doppio
Bob Bryan /  Mike Bryan hanno sconfitto in finale  Ken Skupski /  Neal Skupski con il punteggio di 7–6(5), 6-4.